# Слемзин, Сергей Владимирович
Серге́й Влади́мирович Сле́мзин (род. 29 сентября 1988, Новомосковск, Тульская область) — российский футболист, игрок в мини-футбол, вратарь; тренер. Мастер спорта международного класса (2014).
Участвовал в стыковых матчах сборной России за попадание на чемпионат мира 2016 против сборной Беларуси.
Племянник чемпиона Европы по футзалу 1998 года Владимира Сиулицкого, также выступавшего на позиции вратаря.

## Достижения
- Победитель молодёжного чемпионата Европы: 2008
- Победитель чемпионата мира среди студентов: 2014
- Обладатель Кубка УЕФА: 2015/16